# 틴들하우스

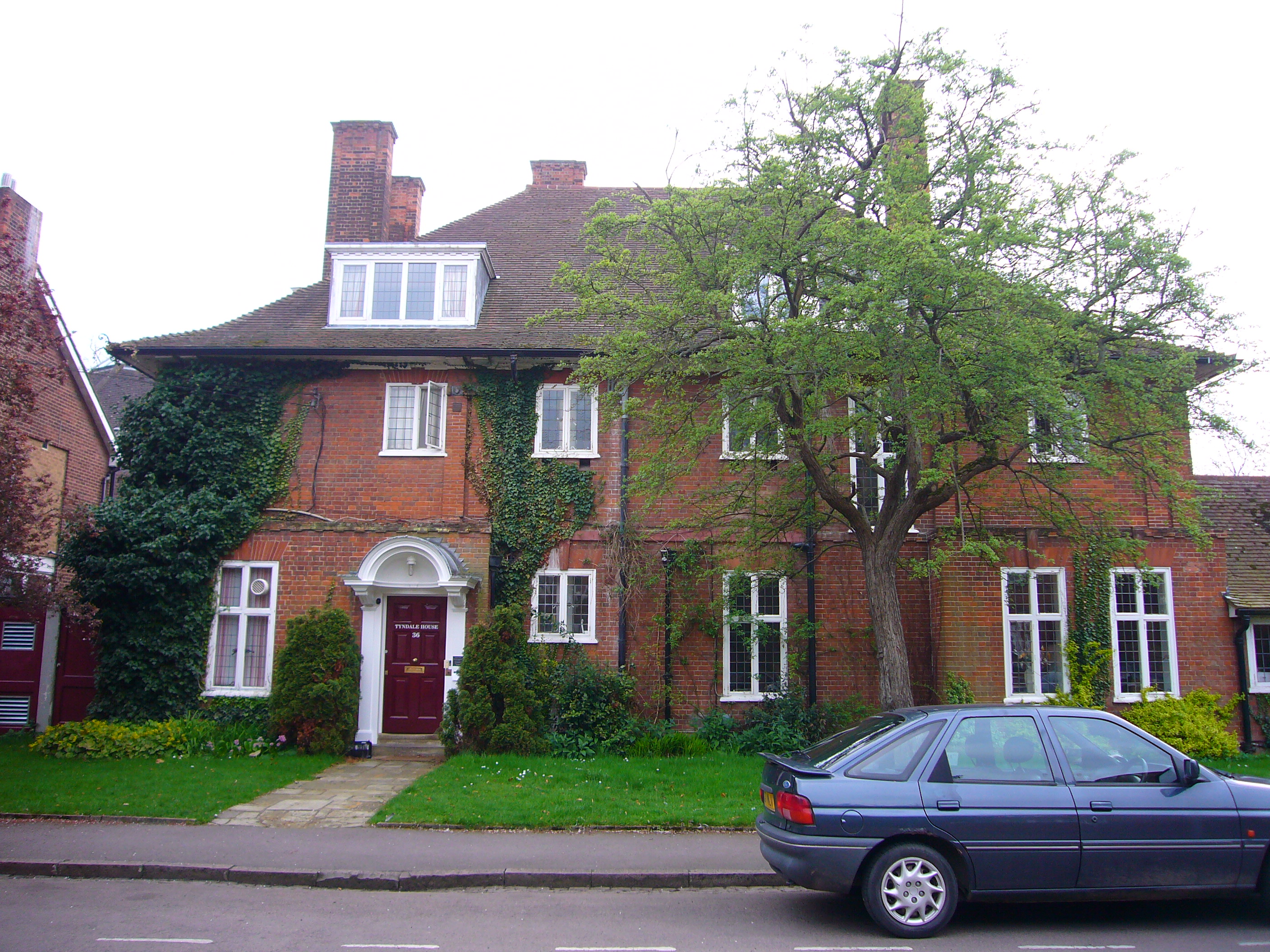
틴들하우스

틴델하우스(영어: Tyndale House)는 기독교에 기초를 가진 자립형 성경연구도서관이다. 성경번역가이며 순교자인 윌리엄 틴들(William Tyndale, 1494년~1536년)의 이름을 따라서 지은 신학연구소이다.  이곳은 신학전문가들에게 구약성경과 신약성경 그리고 관련된 역사적 배경사를 연구할 수 있는 자료들을 제공하기위한 목적으로 1944년 캠브리지에 세위졌다. 존 스타트, D.A.카슨, 웨인 그루뎀, 제임스 패커, 존 파이퍼와 같은 저명한  기독교 신학자들이 방문하였다.